# Velike Gorelce
Velike Gorelce – wieś w Słowenii, w gminie Laško. W 2018 roku liczyła 69 mieszkańców.